# Kenny Drew
Kenneth Sidney Drew (Nova York, 28 d'agost de 1928 - Copenhaguen, Dinamarca, 4 d'agost de 1993) va ser un pianista i compositor estatunidenc de jazz.

## Historial
Va estudiar piano clàssic des de molt xiquet i va donar el seu primer concert als vuit anys. El seu primer disc ho va enregistrar el 1950, amb una formació que liderava Howard McGhee, i en eixa mateixa època va acompanyar a músics com Charlie Parker, Coleman Hawkins, Lester Young i Buddy DeFranco. El 1953 s'instal·la a Califòrnia, liderant el seu propi trio i enregistrant amb un quartet que va incloure a Joe Maini, entre d'altres. De retorn a la Gran Poma (1956-57), treballa amb Art Blakey, Dinah Washington, John Coltrane, Donald Byrd, Johnny Griffin i Buddy Rich, convertint-se en un músic de sessió molt sol·licitat.
El 1961 es trasllada a París i tres anys més tard, a Dinamarca, on s'estableix ja definitivament. Forma una associació bastant estable amb Niels-Henning Ørsted Pedersen, i acompanya a músics instal·lats també a Europa, com Ben Webster o Dexter Gordon, i realitza enregistraments amb Chet Baker, Sonny Rollins, Ernie Henry, a més dels ja citats Coltrane i Griffin, entre d'altres. En les dues últimes dècades de la seua vida, actua usualment amb el seu propi trio i es dedica cada vegada més a la composició ("Suite for Big Band").
El seu fill, Kenny Drew Jr. és també pianista de jazz.

## Estil
Drew va desenvolupar el seu elegant i arriscat estil sobre la base del blues, enriquit pel bebop.
Acompanyant discret però, alhora, present, impulsant la labor del solista, amb ús abundant dels blocs d'acords. El seu fraseig en les improvisacions va ser evolucionant des de conceptes típicament hard bop, fins a elaboracions cada vegada més funkys